# Komunitní kompostování

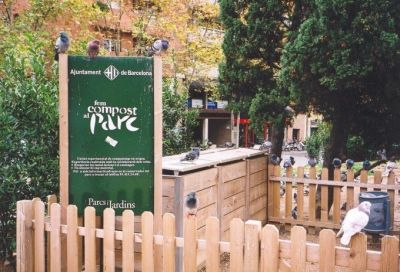
Komunitní kompostování občanů Barcelony. Kompostoviště je umístěné v malém parčíku na náměstí, zúčastnění obyvatelé žijí v okolních několikapatrových budovách

Komunitní kompostování je kompostování, na kterém se podílí skupina lidí (komunita, domovní blok, zahrádkářská kolonie ) s cílem využít svůj vlastní bioodpad a získaný kompost využít co nejblíže místa vzniku. Způsob komunitního kompostování je upraven novelou zákona o odpadech (Zákon 314/2006 Sb., kterým je novelizován zákon č. 185/2001 Sb., o odpadech). 
Komunitní kompostování může provozovat několik domácností žijících v sousedství (obr. 1), kolektiv zaměstnanců podniku (obr. 2), škola apod. Úspěšně se komunitní kompostování rozvíjí např. ve Velké Británii díky aktivitám Komunitní kompostovací sítě nebo ve Švýcarsku.
Komunitní kompostéry jsou vhodným zařízením pro místa, kde kompostování probíhá na veřejném prostranství. Uzavřený kompostér by měl být zabezpečen proti potkanům a jiným hlodavcům, jenž by mohli proniknout k odpadu. Kompostér by měl být umístěn na zastíněném místě blízko obytných budov, přibližně však ve stejných podmínkách, jako nádoby s odpadem, kvůli případným pachům. 

## Výhody a nevýhody
Výhodou pro členy komunity využívající společné zařízení je snížení nákladů na pořízení jednotlivých částí zařízení. Nevýhodou je jejich společné vlastnění a rozdělení nákladů na údržbu. Účastníci projektu získávají zdarma kompost pro svoji potřebu. Pro obec se snižují náklady na svoz a likvidaci části odpadu.
Velkou výhodou je komunitní kompostování pro skládkování odpadu, protože organické složky komunitního odpadu mohou změnami objemu během skládkování narušovat těsnost skládky a následně způsobit únik toxických výluhů do spodní vody. Omezení bioodpadů tak nejen sníží náklady za svoz a likvidaci odpadu, ale mimo jiné učiní nakládání s odpady bezpečnějším.

## Komunitní kompostování v Česku
Obce, které mají v úmyslu provozovat systém komunitního kompostování jsou povinny vydat obecně závaznou vyhlášku. Tou je stanoven systém komunitního kompostování a způsob využití zeleného kompostu.  Tam, kde doposud není zaveden systém odděleného sběru bioodpadu v obcích si komunitní kompostování mohou zřídit sami občané svépomocí. Rovněž tak mohou postupovat firmy a organizace pro kompostování odpadu, který sami produkují.

## Zařízení pro kompostování
Jsou používány automatické kompostéry, dřevěné kompostéry, plastové kompostéry. Zařízení může mít podobu vedle sebe stojících boxů, které mají perforované (děrované) dno pro odvod zbytkové vody a lepší odvětrání. Je doporučeno aby zařízení, nádoba používaná pro kompostování měla šířku nejvýše 2m a výšku 1,5 m.
Při plnění kompostu výhradně odpady z domácnosti, může jeden kompostér o objemu cca 0,8 m3 být využíván přibližně 20-30 domácnostmi. Dohlížet na kompostování a organizovat jej by měla odpovědná osoba. Je třeba sledovat a udržovat optimální skladbu kompostu a jeho vlhkost či dostatečné provzdušnění kompostu. 

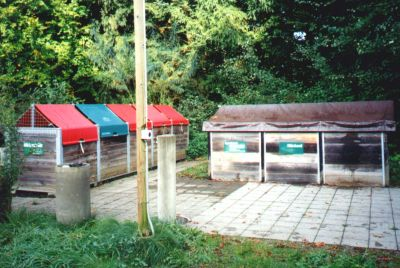
Komunitní kompostoviště několika domácností ve švýcarském Lucernu
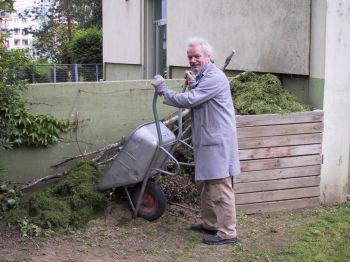
Komunitní kompostoviště pracovníků administrativní budovy ve Štýrském Hradci